# Pandémie de Covid-19 en Malaisie
La pandémie de Covid-19 en Malaisie se développe officiellement à partir du 25 janvier 2020 lorsque les trois premiers cas sont confirmés sur le territoire.
À la date du 31 octobre 2022, le bilan est de 36 466 morts.

## Diffusion du virus
Le premier cas de contamination est constaté le 24 janvier 2020.
Dès le 7 février, douze cas de personnes contaminées par le coronavirus sont dénombrés.

## Lutte contre lesfake news
Dans un pays où les citoyens d’origine chinoise représentent plus de 20 % de la population, les émeutes raciales de 1969 ont laissé un douloureux souvenir, amenant le gouvernement à se mobiliser et faire condamner par la justice, dès le 6 février, des personnes accusées avoir propagé de fausses informations concernant l'épidémie. La journaliste Wan Noor Hatati Wan Alias comparaît ainsi devant le tribunal de première instance pour avoir posté sur son compte Facebook un message accessible au public affirmant que le nombre de personnes décédées du coronavirus est bien plus important que celui des versions officielles.

## Principaux foyers de contagion
Le principal foyer de contagion s'est révélé être, selon les chercheurs, une réunion internationale de près de 20 000 personnes par le mouvement musulman piétiste Tablighi Jamaat. Deux tiers des cas de coronavirus en Malaisie ont été causés lors de cette réunion.
Le 27 février, un « Ijtima Tabligh » réunit pendant jours 18 000 fidèles de 20 nationalités asiatiques différentes dans une banlieue de Kuala Lumpur. À cette date, la Malaisie ne compte encore que 22 cas dépistés. Le pays passe de 50 à 500 cas en une semaine, d'autres estimations parlant de plus de deux cents participants contaminés, et tente retrouver et tester les 16 000 personnes présentes vivant sur son sol, désormais éparpillés aux quatre coins de la Malaisie, parmi lesquels environ 2 000 réfugiés ou travailleurs migrants birmans, qui ne parlent souvent pas malais, dont plusieurs centaines de Rohingyas. Faisal Islam Muhammad Kassim, président de la « Rohingyas Society in Malaysia » a participé à l'effort pour les retrouver et les dépister. La Malaisie a fermé les lieux de culte après cet épisode. Des ressortissants de Brunei et du Cambodge ont aussi été infectés lors de ce rassemblement. 
Avec 1 300 cas d'infection au 23 mars, qui ont causé 10 décès du coronavirus, la Malaisie devient le plus touché des pays de l'Asie du Sud-Est. 

## Mesures de protection
La Malaisie a fermé les lieux de culte après l'épisode du rassemblement international dans la banlieue de Kuala Lumpur.
L'armée a été mobilisée le 23 mars, pour faire respecter le principe d'un seul conducteur par véhicule et le port d'un masque, quand le ministre de la défense, Ismaïl Sabri a révélé que plus de la moitié de la population avait plus ou moins ignoré les ordres de restrictions de mouvement décrétés le 18 mars.